# Diouman
Diouman is een gemeente (commune) in de regio Koulikoro in Mali. De gemeente telt 19.200 inwoners (2009).